# Diacritiques de l'alphabet cyrillique
Cette page contient des caractères spéciaux ou non latins. S’ils s’affichent mal (▯, ?, etc.), consultez la page d’aide Unicode.
L'alphabet cyrillique, tel qu'utilisé traditionnellement pour l'écriture des langues slaves comme le russe, n'utilise pas de diacritiques, à l'exception du tréma (mais pas de manière systématique). Les lettres diacritées sont donc utilisées principalement : 
- dans les écrits didactiques ;
- dans la transcription de langues slaves et non slaves, parmi lesquelles, principalement, des langues caucasiennes.

## Diacritiques
- accent aigu : А́ а́, Е́ е́, Ё́ ё́, Ѓ ѓ, И́ и́, Ќ ќ, О́ о́, Р́ р́, У́ у́, Э́ э́, Ю́ ю́, Я́ я́ ;
- accent grave :   Ѝ ѝ ;
- apostrophe : К’ Ӄ’ П’ Т’ Чʼ ;
- double accent aigu : Ӳ ӳ ;
- double accent grave : Ѷ ѷ ;
- barre horizontale : Ғ ғ, Ҟ ҟ, Ө ө, Ұ ұ ;
- barre verticale : Ҏ ҏ, Ҝ ҝ, Ҹ ҹ ;
- brève : Й й, Ҋ ҋ, Ў ў, Ӂ ӂ, Ӑ ӑ, Ӗ ӗ ;
- brève inversée (kamora) : о̑ ;
- caron : Р̌ р̌ ;
- crampon : Җ җ, Қ қ, Ң ң, Ҭ ҭ, Ҳ ҳ, Ҷ ҷ, parfois comme cédille ou ogonek : Ҙ ҙ, Ҿ ҿ, Ҫ ҫ ;
- crochet : Ҧ ҧ, Ӈ ӈ, Ҕ ҕ, Ӄ ӄ ;
- dasia : o҅ o҆ ;
- hampe : Ґ ґ ;
- macron : А̄ а̄, Е̄ е̄, Ӣ ӣ, О̄ о̄, Ӯ ӯ, Ы̄ ы̄, Э̄ э̄, Ю̄ ю̄, Я̄ я̄ ;
- point suscrit : Г̇ г̇, С̇ с̇, Э̇ э̇ ;
- pokrytié : ◌҇
- marque de palatalisation : o҄ ;
- queue : Ӆ ӆ, Ӊ ӊ, Ӎ ӎ ;
- titlo : Ѽ o҃ ;
- tréma : Ӓ ӓ, Ё ё, Ї ї, Ӝ ӝ, Ӛ ӛ, Ӟ ӟ, Ӧ ӧ, Ӭ ӭ, Ӱ ӱ, Ӵ ӵ, Ӹ ӹ, Ӥ ӥ ;
- tréma et macron : Ӓ̄ ӓ̄, Ё̄ ё̄;

## Nombre cyrillique
- Diacritique combinant signe millions  ҉   (Unicode 0489[1])

## Liste de diacritiques
| Majuscule | Minuscule | Langue(s)                                                                                     |
| --------- | --------- | --------------------------------------------------------------------------------------------- |
| Ӑ         | ă         | Tchouvache                                                                                    |
| Ӓ         | ä         |                                                                                               |
| Ѓ         | ѓ         | Macédonien                                                                                    |
| Ќ         | ќ         | Macédonien                                                                                    |
| Ӳ         | ӳ         | Tchouvache                                                                                    |
| Ѷ         | ѷ         |                                                                                               |
| Ғ         | ғ         | Ouzbek, azéri, bachkir                                                                        |
| Ҟ         | ҟ         | Abkhaze                                                                                       |
| Ө         | ө         | Kazakh, mongol                                                                                |
| Ұ         | ұ         | Kazakh                                                                                        |
| Ҝ         | ҝ         | Azéri                                                                                         |
| Ҹ         | ҹ         | Azéri                                                                                         |
| Й         | й         | Russe, ukrainien, biélorusse, bulgare, abkhaze, tchouvache, kazakh, mongol, bouriate, kalmouk |
| Ѝ         | ѝ         | Bulgare                                                                                       |
| Ҋ         | ҋ         | Same de Kildin                                                                                |
| Ў         | ў         | Ouzbek, tchouvache, biélorusse                                                                |
| Ӂ         | ӂ         | Moldave                                                                                       |
| Ӗ         | ĕ         | Tchouvache                                                                                    |
| Ҙ         | ҙ         | Bachkir                                                                                       |
| Җ         | җ         | Tatar, kalmouk                                                                                |
| Қ         | қ         | Ouzbek, abkhaze, tadjik, kazakh                                                               |
| Ң         | ң         | Bachkir                                                                                       |
| Ҭ         | ҭ         | Abkhaze                                                                                       |
| Ҳ         | ҳ         | Abkhaze                                                                                       |
| Ҷ         | ҷ         | Abkhaze                                                                                       |
| Ҧ         | ҧ         | Abkhaze                                                                                       |
| Ӈ         | ӈ         | Khanty, tchouktche, nénètse                                                                   |
| Ҕ         | ҕ         | Abkhaze, iakoute                                                                              |
| Ӄ         | ӄ         | Khanty, tchouktche                                                                            |
| Ґ         | ґ         | Ukrainien                                                                                     |
| Ӣ         | ӣ         |                                                                                               |
| Ӯ         | ӯ         |                                                                                               |
| Ҿ         | ҿ         | Abkhaze                                                                                       |
| Ҫ         | ҫ         | Bachkir, tchouvache                                                                           |
| Ӆ         | ӆ         | Same de Kildin                                                                                |
| Ӊ         | ӊ         | Same de Kildin                                                                                |
| Ӎ         | ӎ         | Same de Kildin                                                                                |
| Ѽ         | ѽ         |                                                                                               |
| Ё         | ë         | Biélorusse, russe, tchouvache, kazakh, mongol                                                 |
| Ї         | ï         | Ukrainien                                                                                     |
| Ӝ         | ӝ         | Oudmourte                                                                                     |
| Ӛ         | ӛ         |                                                                                               |
| Ӟ         | ӟ         |                                                                                               |
| Ӧ         | ö         |                                                                                               |
| Ӭ         | ӭ         | Same de Kildin                                                                                |
| Ӱ         | ӱ         |                                                                                               |
| Ӵ         | ӵ         |                                                                                               |
| Ӹ         | ӹ         |                                                                                               |
| Ӥ         | ӥ         |                                                                                               |
| Ҏ         | ҏ         | Same de Kildin                                                                                |
| Є         | є         | Ukrainien                                                                                     |
| І         | і         | Ukrainien                                                                                     |
| Ѳ         | ѳ         |                                                                                               |